# 二九一农场
二九一农场是一个位于中华人民共和国黑龙江省双鸭山市集贤县的农场，亦是黑龙江省农垦红兴隆管理局所属的一个农场。
二九一农场始建于1955年9月，总面积597平方公里，总人口2.2万人。

## 行政区划
二九一农场下辖以下单位：
二九一场直社区、二九一农场第一管理区、二九一农场第二管理区、二九一农场第三管理区和二九一农场第四管理区。